# Scheurebe
Scheurebe – odmiana winorośli właściwej o jasnej skórce, popularna zwłaszcza w Palatynacie. Uważana za jeden z najlepszych nowszych szczepów niemieckich.

## Charakterystyka
Scheurebe został wyhodowany w 1916 przez Georga Scheu, jako krzyżówka odmiany riesling i dzikiej winorośli. Przez długi czas uważano scheurebe za krzyżówkę niemieckich odmian silvaner i riesling. Te same odmiany rodzicielskie miałby szczep rieslaner. Analizy genetyczne ostatecznie ustaliły odmiany rodzicielskie na rieslinga i bukettrebe (którego przodkiem jest silvaner).

## Wina
Wina z dojrzałych owoców są aromatyczne i mają nuty grejpfruta i wanilii. Przy przedwczesnym zbiorze przeważają nuty trawiaste.

## Rozpowszechnienie
Udział scheurebe w uprawach w Niemczech zmniejsza się i w 2019, przy obsadzonych 1417 ha osiągnął 1,4% (obszar upraw zmniejszył się od 1995 o ponad 60%). Daje to odmianie dziesiąte miejsce wśród szczepów o jasnej skórce. Największy udział w powierzchni winnic miało scheurebe ok. roku 1985: 4,4%. 
Scheurebe jest uprawiane także w Austrii oraz Wielkiej Brytanii. W 2009 w Austrii szczep uprawiano na 398 ha (0,9% powierzchni upraw), z czego najwięcej (191 ha) przypadało na region Burgenland.

## Synonimy
Sämling 88, alzey s. 88, scheu riesling